# فياتشيسلاف أكيموف
فياتشيسلاف أكيموف (بالأوكرانية: Акімов В'ячеслав Валерійович)‏ هو لاعب كرة قدم أوكراني في مركز الوسط، ولد في 17 أكتوبر 1989 في أوديسا في أوكرانيا. لعب مع نادي إيليتشيفيتس ماريوبول ونادي فورسكلا بولتافا ونادي فولين لوتسك ونادي فيريس كيشيناو.

## وصلات خارجية
- فياتشيسلاف أكيموف على موقع اتحاد أوكرانيا (الإنجليزية)
- فياتشيسلاف أكيموف على موقع قاعدة بيانات كرة القدم.إي يو (الإنجليزية)
- فياتشيسلاف أكيموف على موقع Soccerway.com (الإنجليزية)